# Walter Henry Zinn
Walter Henry Zinn (Kitchener (Canadá), 10 de diciembre de 1906 - Clearwater, 14 de febrero de 2000) fue un físico nuclear estadounidense de origen canadiense.
Se trasladó a Estados Unidos en 1930, recibiendo en 1934 el doctorado en la Universidad de Columbia. Continuó sus investigaciones en dicha universidad en el campo de la fisión atómica, contando con la ayuda de Leó Szilárd. En 1938 consiguió hacerse oficialmente con la nacionalidad estadounidense.
Un año más tarde, junto con Szilard, demostró que el uranio sufría fisión al ser bombardeado con neutrones, convirtiéndose en energía parte de su masa (de acuerdo con la famosa ecuación de Einstein que relaciona masa y energía: E=mc2). Su trabajo con el uranio le llevó a trabajar en la construcción de la bomba atómica durante la Segunda Guerra Mundial.
Una vez acabada la guerra, diseñó un reactor atómico, y el 20 de diciembre de 1951 construyó el primer reactor. En dicho reactor, el núcleo está rodeado por un "colchón" de uranio-238, y los neutrones del núcleo lo convierten en plutonio-239, el cual puede ser usado como combustible nuclear.